# Horden (Durham)
Horden is een civil parish in het bestuurlijke gebied Durham, in het Engelse graafschap Durham.

## Geboren
- Tom Watson (2006), Engels voetballer